# Kátia Regina Santos
Kátia Regina Santos (Salvador, 31 december 1967) is een atleet uit Brazilië.
Op de Olympische Zomerspelen van 2004 in Athene liep ze de 4x100 meter estafette voor Brazilië.
- World Athletics: 14269222